# Chiaramonti
Chiaramonti är en ort och kommun i provinsen Sassari i regionen Sardinien i Italien. Kommunen hade 1 623 invånare (2017).